# Gerrhopilus hades
Espèce
Synonymes
- Typhlops hades Kraus, 2005

Gerrhopilus hades est une espèce de serpents de la famille des Gerrhopilidae.

## Répartition
Cette espèce est endémique de l'archipel des Louisiades en Papouasie-Nouvelle-Guinée. Elle se rencontre sur l'île Rossel.

## Étymologie
Cette espèce est nommée en référence au dieu Hadès.

## Publication originale
- Kraus, 2005 : New species of blindsnake from Rossel Island, Papua New Guinea. Journal of Herpetology, vol. 39, no 4, p. 591-595 (texte intégral).